# Chaetanthera glabrata
Chaetanthera glabrata là một loài thực vật có hoa trong họ Cúc. Loài này được (DC.) F.Meigen mô tả khoa học đầu tiên năm 1894.